# Envenomed
Envenomed – siódmy album studyjny amerykańskiej grupy muzycznej Malevolent Creation. Wydawnictwo ukazało się 17 października 2000 roku nakładem wytwórni muzycznej Arctic Music Group.

## Lista utworów
Opracowano na podstawie materiału źródłowego.
1. "Homicidal Rant" (Fasciana, Hoffmann) – 3:28
2. "Night of the Long Knives" (Fasciana, Hoffmann) – 3:07
3. "Kill Zone" (Barrett, Fasciana, Hoffmann) –	3:54
4. "Halved" (Fasciana, Hoffmann) – 4:07
5. "Serial Dementia" (Fasciana, Hoffmann) – 3:11
6. "Bloodline Severed" (Fasciana, Hoffmann) – 5:11
7. "Pursuit Revised" (Fasciana, Hoffmann) – 4:11
8. "Conflict" (Fasciana, Hoffmann, Simms) – 3:35
9. "Viral Release" (Barrett, Fasciana, Hoffmann) – 3:41
10. "The Deviant's March" (Barrett, Hoffmann) – 2:59
11. "Envenomed" (Fasciana, Hoffmann) – 4:19